# 班达尔·阿巴比亚
班达尔·阿巴比亚（英語：Bandar Mohammed Saleh Al-Ahbabi，1990年7月9日—）是阿拉伯聯合酋長國的职业足球运动员，司职右后卫，亦可以出任边锋。现效力于阿聯酋阿拉伯海灣聯賽球队艾恩，同时也代表阿拉伯聯合酋長國 。

## 荣誉

### 俱乐部
艾因
- 阿聯酋阿拉伯海灣聯賽: 2011–12、2017–18、2021–2022
- 阿聯酋聯賽盃: 2021–22
- 阿聯酋總統盃: 2017–18
- 阿聯酋超級盃 亚军: 2018
- 亞洲聯賽冠軍盃 亚军: 2016
- 國際足協世界冠軍球會盃 亚军: 2018